# Christian Nöll
Christian Nöll (* 19. Dezember 1826 in Gudensberg (Schwalm-Eder-Kreis); † 23. Juli 1889 in Marburg) war ein deutscher Gutsbesitzer und Abgeordneter des Provinziallandtages der preußischen Provinz Hessen-Nassau sowie Mitglied des Preußischen Abgeordnetenhauses.

## Leben
Christian Nöll wurde als Sohn des Gutsbesitzers Karl Nöll und dessen Gemahlin Maria Simon geboren. Er besuchte das Polytechnikum Kassel und übernahm in seinem Heimatort den elterlichen Gutshof. 1863 erhielt er als Vertreter der höchstbesteuerten Grundbesitzer und Gewerbetreibenden ein Mandat für den Kurhessischen Kommunallandtag des Regierungsbezirks Kassel, aus dessen Mitte er zum Abgeordneten des Provinziallandtages der Provinz Hessen-Nassau bestimmt wurde. Er blieb bis 1889 in den Parlamenten. Er gehörte der Deutschkonservativen Partei an und erhielt 1888 einen Sitz im Preußischen Abgeordnetenhaus. 
Nöll war mit Maria Steinmetz (1837–1921) verheiratet. Aus der Ehe stammte der Sohn Fritz (1859–1932).